# Generali Ladies Linz 2010
Generali Ladies Linz 2010 — жіночий тенісний турнір, що проходив на закритих кортах з твердим покриттям. Це був 24-й за ліком Linz Open. Належав до категорії International в рамках Туру WTA 2010. Відбувся на TipsArena Linz у Лінці (Австрія). Тривав з 9 до 17 жовтня 2010 року.
1-ша ракетка світу Серена Вільямс збиралась на цьому турнірі повернутись до змагань після операції на ступні, але на тренування зазнала повторної травми й мусила знятися. Отже замість неї організатори надали вайлд-кард Ані Іванович. Агнешка Радванська також відмовилась від участі через стресовий перелом ступні.
Іванович виграла титул, у фіналі перемігши Патті Шнідер. Ця 47-хвилинна зустріч стала найкоротшим фіналом за сезон. Ця перемога стала першим титулом за два роки й підняла її з 36-ї на 26-ту позицію в рейтингу.

## Учасниці

### Сіяні учасниці
| Країна     | Гравчиня           | Рейтинг1 | Сіяна |
| ---------- | ------------------ | -------- | ----- |
| США        | Серена Вільямс     | 1        | 1     |
| Словаччина | Даніела Гантухова  | 29       | 2     |
| Україна    | Альона Бондаренко  | 31       | 3     |
| Словаччина | Домініка Цібулкова | 33       | 4     |
| Чехія      | Петра Квітова      | 34       | 5     |
| Німеччина  | Андреа Петкович    | 35       | 6     |
| Сербія     | Ана Іванович       | 36       | 7     |
| Чехія      | Клара Закопалова   | 38       | 8     |
| Італія     | Сара Еррані        | 40       | 9     |

- Посів ґрунтується на рейтингові станом на 4 жовтня 2010.

### Інші учасниці
Нижче наведено учасниць, які отримали вайлдкард на участь в основній сітці:
- Сібіль Баммер
- Ана Іванович1
- Івонн Мейсбургер
- Серена Вільямс

1 Ана Іванович отримала вайлд-кард, який початково призначався Серені Вільямс, коли та знялась з турніру через травму.
Нижче наведено гравчинь, які пробились в основну сітку через стадію кваліфікації:
- Елені Даніліду
- Полона Герцог
- Сесил Каратанчева
- Рената Ворачова

Учасниці, що потрапили до основної сітки як щасливий лузер:
- Сорана Кирстя

### Відмовились від участі
- Серена Вільямс
- Агнешка Радванська

## Переможниці та фіналістки

### Одиночний розряд
Ана Іванович —  Патті Шнідер, 6–1, 6–2
- Для Іванович це був перший титул за сезон, перший за два роки і 9-й за кар'єру.

### Парний розряд
Рената Ворачова /  Барбора Стрицова —  Квета Пешке /  Катарина Среботнік, 7–5, 7–6(6)